# Medalha de Honra

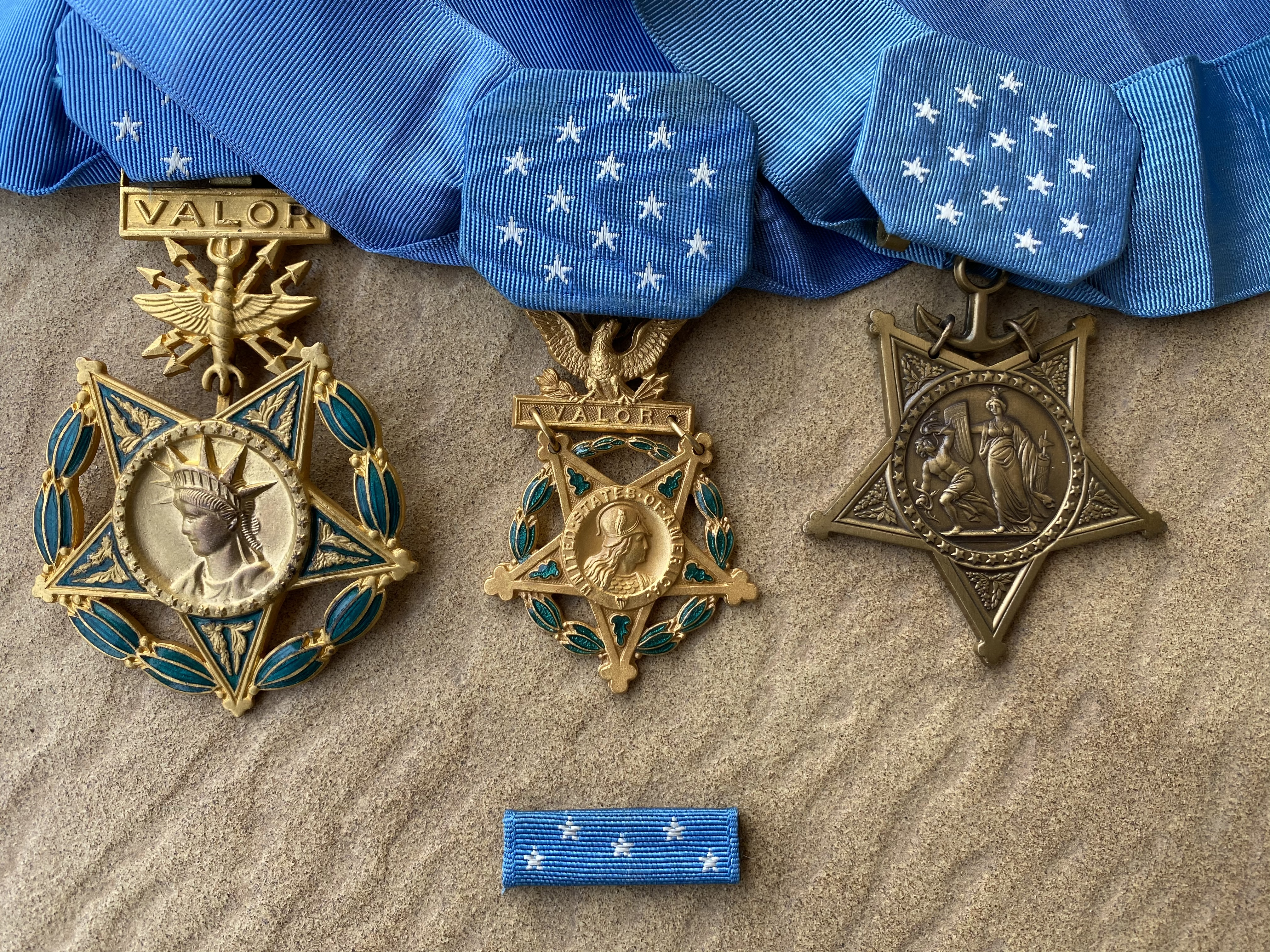
A Medalha de Honra na versão de cada uma das três armas. Esq. para Dir: Aeronáutica, Exército e Marinha.

Medalha de Honra (em inglês: Medal of Honor) ou Medalha de Honra do Congresso, por ser  entregue pelo Presidente cerimonialmente "em nome do Congresso", é a maior condecoração militar dos Estados Unidos.
Ela é outorgada ao integrante das Forças Armadas dos Estados Unidos, que se distinga "de maneira notável, por bravura e coragem com o risco da própria vida, acima do dever, enquanto engajado em ação contra um inimigo dos Estados Unidos".
A medalha pode ser outorgada aos membros de qualquer uma das armas militares, sendo que cada uma delas tem seu próprio desenho, à exceção dos Marines e da Guarda Costeira, que recebem a mesma medalha de honra da Marinha. A comenda é geralmente entregue em cerimônia pelo próprio Presidente dos Estados Unidos aos outorgados ou às suas famílias, em casos post-mortem.
Devido ao seu alto grau de reconhecimento, a medalha tem uma proteção especial sob a lei americana, que pune especificamente sua venda, roubo ou imitação. Os condecorados têm direito a uma pensão mensal vitalícia de cerca de US$ 1259, além de outros privilégios pessoais, como um abono em suas aposentadorias militares.
Entregue a primeira vez em 25 de março de 1863, durante a Guerra da Secessão, foi concedida 3952 vezes. Desde sua criação, 19 pessoas a receberam duas vezes, e cinco deles foram condecorados com a medalha do Exército e da Marinha, pela mesma ação. A primeira mulher a receber a medalha foi Mary Edwards Walker, uma médica-cirurgiã, durante a Guerra da Secessão, em 1865. Em 1917, sua medalha, junto com a de outros 900 agraciados anteriormente, foi-lhe cassada, após  um comitê do Exército ter feito uma revisão nos critérios da concessão da honraria, estabelecendo que só seria outorgada a feitos realizados em "combates diretos contra o inimigo". Walker recusou-se a devolver a medalha e usou-a, regularmente, até sua morte, em 1919. Em 1977, ela foi-lhe oficialmente restaurada, post-mortem, pelo presidente Jimmy Carter.

## Lista de agraciados (incompleta)
Em  25 de março de 1863, Jacob Parrott foi o primeiro soldado agraciado com a Medalha de Honra. Segue, abaixo, alguns dos homenageados com a mesma honraria de Parrott.
- Smedley Butler, major-general do Corpo de Fuzileiros Navais dos Estados Unidos, recebeu a medalha duas vezes;[4]
- Mary Edwards Walker, médica-cirurgiã do Exército dos Estados Unidos, primeira mulher a receber a medalha;[5]
- Daniel Daly, fuzileiro naval, recebeu a medalha duas vezes;[6]
- Bennie Adkins, soldado do Exército dos Estados Unidos, recebeu a medalha por ações na Guerra do Vietnã;[7]
- Desmond Doss, objetor consciente que mesmo desarmado e praticamente sozinho, salvou cerca de 75 soldados durante a Segunda Guerra Mundial.[8]